# FIVB World Tour 2015/16 der Frauen
Die FIVB World Tour 2015/16 der Frauen bestand aus 18 Beachvolleyball-Turnieren, von denen vier als Major, vier als Grand Slam und zehn als Open ausgetragen wurden. Hinzu kam das Saisonfinale in Toronto.

## Turniere

### Puerto Vallarta Open, Mexiko, 6. bis 11. Oktober 2015
| Platz | Team                     |
| ----- | ------------------------ |
| 1     | Ludwig/Walkenhorst       |
| 2     | Duda/Elize Maia          |
| 3     | Menegatti/Orsi Toth      |
| 4     | van Gestel/van der Vlist |
| 5     | Klug/Gallay              |
| 5     | Longuet/Jupiter          |
| 5     | Take/Mizoe               |
| 5     | Pata/Matauatu            |

### Antalya Open, Türkei, 20. bis 24. Oktober 2015
| Platz | Team                |
| ----- | ------------------- |
| 1     | Hermannová/Sluková  |
| 2     | Menegatti/Orsi Toth |
| 3     | Kessy/Day           |
| 4     | Klug/Gallay         |
| 5     | S. Schwaiger/Hansel |
| 5     | Lehtonen/Lahti      |
| 5     | Schumacher/Behrens  |
| 5     | Syrzewa/Abalakina   |

### Maceió Open, Brasilien, 23. bis 28. Februar 2016
| Platz | Team                 |
| ----- | -------------------- |
| 1     | Duda/Elize Maia      |
| 2     | Meppelink/Van Iersel |
| 3     | Ágatha/Seixas        |
| 4     | Klug/Gallay          |
| 5     | Ludwig/Walkenhorst   |
| 5     | Borger/Büthe         |
| 5     | Holtwick/Semmler     |
| 5     | Menegatti/Orsi Toth  |

### Rio de Janeiro Grand Slam, Brasilien, 8. bis 13. März 2016
| Platz | Team                |
| ----- | ------------------- |
| 1     | A. Ross/Walsh       |
| 2     | Brzostek/Kołosińska |
| 3     | Borger/Büthe        |
| 4     | Forrer/Vergé-Dépré  |
| 5     | Menegatti/Orsi Toth |
| 5     | Ludwig/Walkenhorst  |
| 5     | Bansley/Pavan       |
| 5     | Ágatha/Seixas       |

### Vitória Open, Brasilien, 15. bis 20. März 2016
| Platz | Team             |
| ----- | ---------------- |
| 1     | Larissa/Talita   |
| 2     | A. Ross/Walsh    |
| 3     | Holtwick/Semmler |
| 4     | Bawden/Clancy    |
| 5     | Antonelli/Lili   |
| 5     | Borger/Büthe     |
| 5     | Laboureur/Sude   |
| 5     | Zumkehr/Heidrich |

### Xiamen Open, China, 13. bis 17. April 2016
| Platz | Team                   |
| ----- | ---------------------- |
| 1     | Forrer/Vergé-Dépré     |
| 2     | S. Schwaiger/Hansel    |
| 3     | A. Ross/Walsh          |
| 4     | Laboureur/Sude         |
| 5     | Humana-Paredes/Pischke |
| 5     | Borger/Büthe           |
| 5     | Holtwick/Semmler       |
| 5     | Zumkehr/Heidrich       |

### Fuzhou Open, China, 20. bis 24. April 2016
| Platz | Team                |
| ----- | ------------------- |
| 1     | A. Ross/Walsh       |
| 2     | Laboureur/Sude      |
| 3     | Zumkehr/Heidrich    |
| 4     | Forrer/Vergé-Dépré  |
| 5     | Klug/Gallay         |
| 5     | S. Schwaiger/Hansel |
| 5     | Lehtonen/Lahti      |
| 5     | S. Ross/Carico      |

### Fortaleza Open, Brasilien, 27. April bis 1. Mai 2016
| Platz | Team                      |
| ----- | ------------------------- |
| 1     | Duda/Elize Maia           |
| 2     | Juliana/Lima              |
| 3     | Rebecca/Lili              |
| 4     | Pata/Matauatu             |
| 5     | Carol Máximo/Ana Patrícia |
| 5     | Lavalle/Nunes             |
| 5     | Meppelink/Van Iersel      |
| 5     | Stockman/Dowdy            |

### Sotschi Open, Russland, 3. bis 8. Mai 2016
| Platz | Team                |
| ----- | ------------------- |
| 1     | Zumkehr/Heidrich    |
| 2     | Liliana/Baquerizo   |
| 3     | Holtwick/Semmler    |
| 4     | Menegatti/Orsi Toth |
| 5     | Klug/Gallay         |
| 5     | Borger/Büthe        |
| 5     | Laboureur/Sude      |
| 5     | Arvaniti/Karagkouni |

### Antalya Open, Türkei, 10. bis 14. Mai 2016
| Platz | Team                |
| ----- | ------------------- |
| 1     | Ludwig/Walkenhorst  |
| 2     | Lehtonen/Lahti      |
| 3     | Holtwick/Semmler    |
| 4     | Klug/Gallay         |
| 5     | Hermannová/Sluková  |
| 5     | Bieneck/Großner     |
| 5     | Borger/Büthe        |
| 5     | Arvaniti/Karagkouni |

### Cincinnati Open, USA, 17. bis 22. Mai 2016
| Platz | Team                     |
| ----- | ------------------------ |
| 1     | A. Ross/Walsh            |
| 2     | Xue/X. Y. Xia            |
| 3     | Liliana/Baquerizo        |
| 4     | van Gestel/van der Vlist |
| 5     | Wang Fan/Yue Y.          |
| 5     | Holtwick/Semmler         |
| 5     | Mersmann/Schneider       |
| 5     | Fendrick/Sweat           |

### Moskau Grand Slam, Russland, 24. bis 29. Mai 2016
| Platz | Team                |
| ----- | ------------------- |
| 1     | A. Ross/Walsh       |
| 2     | Larissa/Talita      |
| 3     | Bansley/Pavan       |
| 4     | Juliana/Lima        |
| 5     | Duda/Elize Maia     |
| 5     | Borger/Büthe        |
| 5     | Kołosińska/Brzostek |
| 5     | Zumkehr/Heidrich    |

### Hamburg MAJOR, Deutschland, 7. bis 11. Juni 2016
| Platz | Team                 |
| ----- | -------------------- |
| 1     | Ludwig/Walkenhorst   |
| 2     | Ágatha/Seixas        |
| 3     | Larissa/Talita       |
| 4     | A. Ross/Walsh        |
| 5     | Bawden/Clancy        |
| 5     | Juliana/Lima         |
| 5     | Liliana/Baquerizo    |
| 5     | Meppelink/Van Iersel |

Das Turnier in Hamburg war das erste Turnier der Major Serie auf deutschem Boden. Es war gleichzeitig die letzte Möglichkeit, sich über die FIVB-Weltrangliste direkt für die Olympischen Spiele in Rio de Janeiro zu qualifizieren. Das deutsche Duo Katrin Holtwick / Ilka Semmler schied in Hamburg bereits in der ersten KO-Runde aus und verpasste damit Olympia. Davon profitierten ihre Landsleute Karla Borger / Britta Büthe, die nun neben dem deutschen Spitzenduo Laura Ludwig / Kira Walkenhorst für Deutschland in Rio antreten durften. Ludwig/Walkenhorst gewannen nach zwei 2:1-Siegen über April Ross / Kerri Walsh im Halbfinale und gegen Ágatha Bednarczuk / Bárbara Seixas im Finale das Turnier in Hamburg.

### Olsztyn Grand Slam, Polen, 14. bis 18. Juni 2016
| Platz | Team                 |
| ----- | -------------------- |
| 1     | Ludwig/Walkenhorst   |
| 2     | Larissa/Talita       |
| 3     | Dubovcová/Nestarcová |
| 4     | Duda/Elize Maia      |
| 5     | Liliana/Baquerizo    |
| 5     | Meppelink/Van Iersel |
| 5     | Betschart/Hüberli    |
| 5     | Fendrick/Sweat       |

### Poreč MAJOR, Kroatien, 28. Juni bis 2. Juli 2016
| Platz | Team                      |
| ----- | ------------------------- |
| 1     | Laboureur/Sude            |
| 2     | Bansley/Pavan             |
| 3     | Borger/Büthe              |
| 4     | Ludwig/Walkenhorst        |
| 5     | Fernanda Alves/Josi Alves |
| 5     | Antonelli/Lili            |
| 5     | Menegatti/Orsi Toth       |
| 5     | Betschart/Hüberli         |

### Gstaad MAJOR, Schweiz, 5. bis 9. Juli 2016
| Platz | Team                 |
| ----- | -------------------- |
| 1     | Larissa/Talita       |
| 2     | A. Ross/Walsh        |
| 3     | Ludwig/Walkenhorst   |
| 4     | Meppelink/Van Iersel |
| 5     | Holtwick/Semmler     |
| 5     | Laboureur/Sude       |
| 5     | Menegatti/Orsi Toth  |
| 5     | Fendrick/Sweat       |

### Klagenfurt MAJOR, Österreich, 25. bis 30. Juli 2016
| Platz | Team               |
| ----- | ------------------ |
| 1     | Ludwig/Walkenhorst |
| 2     | Zumkehr/Heidrich   |
| 3     | Betschart/Hüberli  |
| 4     | Klug/Gallay        |
| 5     | Hermannová/Sluková |
| 5     | Liliana/Baquerizo  |
| 5     | Borger/Büthe       |
| 5     | Forrer/Vergé-Dépré |

### Long Beach Grand Slam, USA, 24. bis 28. August 2016
| Platz | Team              |
| ----- | ----------------- |
| 1     | A. Ross/Walsh     |
| 2     | Liliana/Baquerizo |
| 3     | Laboureur/Sude    |
| 4     | Holtwick/Semmler  |
| 5     | Larissa/Talita    |
| 5     | Borger/Büthe      |
| 5     | Ishii/M. Murakami |
| 5     | Fendrick/Sweat    |

### Toronto Saisonfinale, Kanada, 13. bis 18. September 2016
| Platz | Team               |
| ----- | ------------------ |
| 1     | Ludwig/Walkenhorst |
| 2     | Zumkehr/Heidrich   |
| 3     | Forrer/Vergé-Dépré |
| 4     | Larissa/Talita     |
| 5     | Klug/Gallay        |
| 5     | Bawden/Clancy      |
| 5     | Laboureur/Sude     |
| 5     | A. Ross/Walsh      |
| 9     | Bansley/Wilkerson  |
| 9     | Broder/May         |
| 9     | Liliana/Baquerizo  |
| 9     | Menegatti/Giombini |

## Auszeichnungen des Jahres 2016
| FIVB Tour Champion        | Laura Ludwig / Kira Walkenhorst |
| Team of the Year          | Laura Ludwig / Kira Walkenhorst |
| Most Outstanding Player   | Laura Ludwig                    |
| Best Setter               | Larissa França                  |
| Best Hitter               | Kerri Walsh                     |
| Best Server               | April Ross                      |
| Best Rookie               | Eduarda Santos Lisboa („Duda“)  |
| Best Blocker              | Kira Walkenhorst                |
| Best Offensive Player     | Larissa França                  |
| Best Defensive Player     | Heather Bansley                 |
| Most Improved Player      | Joana Heidrich                  |
| Most Inspirational Player | Nadine Zumkehr                  |
| Sportswoman of the Year   | Laura Ludwig                    |